# Raiders (film)
 (août 2020).
Pour les articles homonymes, voir Raiders.
Pour plus de détails, voir Fiche technique et Distribution.
Raiders est un film russo-suédois sorti en 2009, réalisé par Anders Banke. 
C'est un remake de Breaking News.

## Synopsis
À Moscou, la police mène une opération de filature sur un petit groupe de criminels, mais la division du trafic de la police décide d'intervenir car la camionnette du groupe est mal garée. Par excès de zèle, les deux officiers énervent les criminels, ce qui déclenche une fusillade. La scène a été filmée par les médias, et les images d'un policier en pleur sous la menace du pistolet d'un criminel à deux pas du Kremlin met à mal l'opinion des citoyens à propos de leur police. C'est dans cette optique que Katya, capitaine et experte en communication de la police, décide d'organiser une descente policière dans l'immeuble qui sert de planque aux criminels en un véritable reality show télévisé, où chaque soldat des forces spéciales possède une caméra sur son casque. Les criminels se replient dans l'immeuble et prennent une famille en otage, tout en filmant leurs propres images pour contrer la propagande policière.

## Fiche technique
- Titre : Raiders
- Titre original : Goryachiye Novosti (Nouvelles chaudes)
- Réalisation : Anders Banke
- Scénario : Sam Klebanov, Aleksandr Lungin, Peter Hiltunen, Aleksandr Sizof
- Producteurs : Sam Klebanov, Anna Katchko, Rima Budnitskaya (associé), Stan Chudnovski (associé), Magnus Paulson (associé)
- Producteur exécutif : Thomas Elskilsson, Johan Fallemark, Jhon Chong
- Société de production : Tandem pictures, Illusion film, Film i Väst, Maywin Media
- Société de distribution : Media Asia Films
- Musique : Anthony Lledo
- Photographie : Chris Maris
- Montage : Fredrik Morheden
- Pays d'origine : Russie, Suède
- Format : Couleur
- Genre : Action, policier
- Durée : 110 minutes
- Date de sortie : 2009

## Distribution
- Andrei Merzlikin (VF : Joël Delsaut) : Smirnov
- Yevgeni Tsyganov (VF : Emmanuel Leforgeur) : Herman
- Mariya Mashkova (VF : Cathy Baccega) : Katya
- Sergey Garmash : Tueur
- Maksim Kolovanov : Kley
- Aleksey Frandetti : Orda
- Pavel Klimov : Kolyan
- Sergei Vesnin : Kon